# Alberto Lattuada
Mario Alberto Lattuada (Milán, 13 de noviembre de 1914 - Roma, 3 de julio de 2005) fue un director de cine, guionista, fotógrafo y crítico italiano.

## Biografía

### Años de formación
Lattuada nació en Milán; era hijo del compositor Felice Lattuada (1882 - 1962). Inicialmente, mostró interés por la literatura y se convirtió, mientras todavía era un estudiante, en miembro del equipo de la revista quincenal Camminare..., siendo el crítico de arte de la publicación a partir de 1932.
Al año siguiente tuvo su primera experiencia en el cine como escenógrafo del cortometraje Cuore rivelatore, basado de un cuento de Edgar Allan Poe y dirigido por Mario Monicelli, que tenía 18 años. Entre 1935 y 1936 colaboró como director de fotografía con Mario Baffico en Il museo dell'amore, el primer mediometraje italiano de color. Asimismo fue asistente de dirección del largometraje La danza delle lancette. 
Alrededor de esa época, Lattuada se puso en contacto con Mario Ferrari y Gianni Comencini y empezaron a buscar películas antiguas con lo que formaron la base de la futura Cineteca Italiana de Milán. Mientras estaba en la universidad, hacia 1934, se inscribió en el Gruppo universitario fascista, no por convicciones políticas sino para poder trabajar en el cine, pues pudo así conocer, con Mario Soldati, Luigi Chiarini y Renato Castellani, el cine francés y el soviético y hacer proyecciones de cine antiguo, el único que le dejaban difundir. Concluyó estudios de arquitectura y a partir de 1938 colaboró en revistas como crítico cinematográfico (Tempo illustrato), y analista de arquitectura (Domus); en otra publicación, Frontespizio, aparecieron sus primeros relatos.
En 1940, en medio de un opresivo clima bélico hizo en esa línea una retrospectiva de cine francés para la Triennale di Milano, pero fue suspendida tras las protestas derivadas de proyectar La gran ilusión de Jean Renoir.

### Años de cineasta
Pero siguió su trabajo: en 1941, tras publicar un libro de fotografías, Occhio quadrato, inició su plena carrera cinematográfica como guionista y asistente de dirección en la película de Mario Soldati Piccolo mondo antico, y fue escenógrafo de Ferdinando Maria Poggioli para Sissignora.
En 1943, dirigió su primera película, Giacomo l'idealista, a partir de una novela de Emilio De Marchi y con la participación de Marina Berti. Su segundo filme, La freccia nel fianco, con guion de Luciano Zuccoli, era más formalista para eludir la censura y fue completado por Mario Costa. Georges Sadoul le llamó «calígrafo» que adaptaba con otros piezas antiguas para hacer filmes inteligentes, cuidados y no actuales voluntariamente.
En la posguerra inmediata, Lattuada se unió al neorrealismo con Il bandito, rodado en una ciudad industrial, Turín, devastada por los bombardeos. En esta época conoció a Carla Del Poggio, con la que se casó en 1945 y con quien tendría dos hijos. 
En 1948, hizo, con Tullio Pinelli y Federico Fellini, un filme célebre, Senza pietà, donde se narran los amores entre una italiana (Carla Del Poggio) y un soldado negro estadounidense en una Italia arruinada y delictiva. En la película se observan la influencia de Marcel Carné, pero ya con estilo propio de Lattuada.
En 1949 rodó Il mulino del Po, basado en la novela de Riccardo Bacchelli, que le ayudó en el guion, que elaboraron Fellini, Pinelli, el mismo Lattuada, Mario Bonfantini, Carlo Musso, Luigi Comencini y Sergio Romano. La película destaca por los paisajes del río Po, la imagen poderosa del molino, un edificio fantástico, y las decenas de actores secundarios en manifestaciones y en la cosechas.
Junto con Fellini, Michelangelo Antonioni, Carlo Lizzani y Elsa Morante, planeó una serie de filmes sobre la emigración, la especulación inmobiliaria y el sistema carcelario. La productora se opuso a filmes con un enfoque social, por lo que con Fellini y Giulietta Masina fundó una cooperativa. La primera película de la cooperativa, Luces de variedades, dirigida en conjunto por Fellini y Latuada en 1950, fue un fracaso económico.
Lattuada rodó Anna en 1951 con gran éxito, incluso en los Estados Unidos y en parte gracias a los actores: Silvana Mangano, Raf Vallone y Vittorio Gassman. Gracias a este éxito, pudo rodar Il cappotto en 1952, la cual está basada en El capote de Nikolái Gógol, fue rodada en Pavía y es un ejemplo del hibridismo estético del director, con cambios de luz, encuadres enfáticos y ambientes turbios algo expresionistas que dan prestigio formal a sus imágenes.
En su próximo filme, La lupa, basada en la novela de Giovanni Verga, Lattuada siguió con su análisis de la sensualidad femenina. Posteriormente realizó Guendalina (1957) y I dolci inganni (1960), en donde trata de los cambios sentimentales y sensuales de dos adolescentes. Durante esta época también realizó La tempesta (1958) y La steppa (1962), basadas en obras de Aleksandr Pushkin y Antón Chéjov.

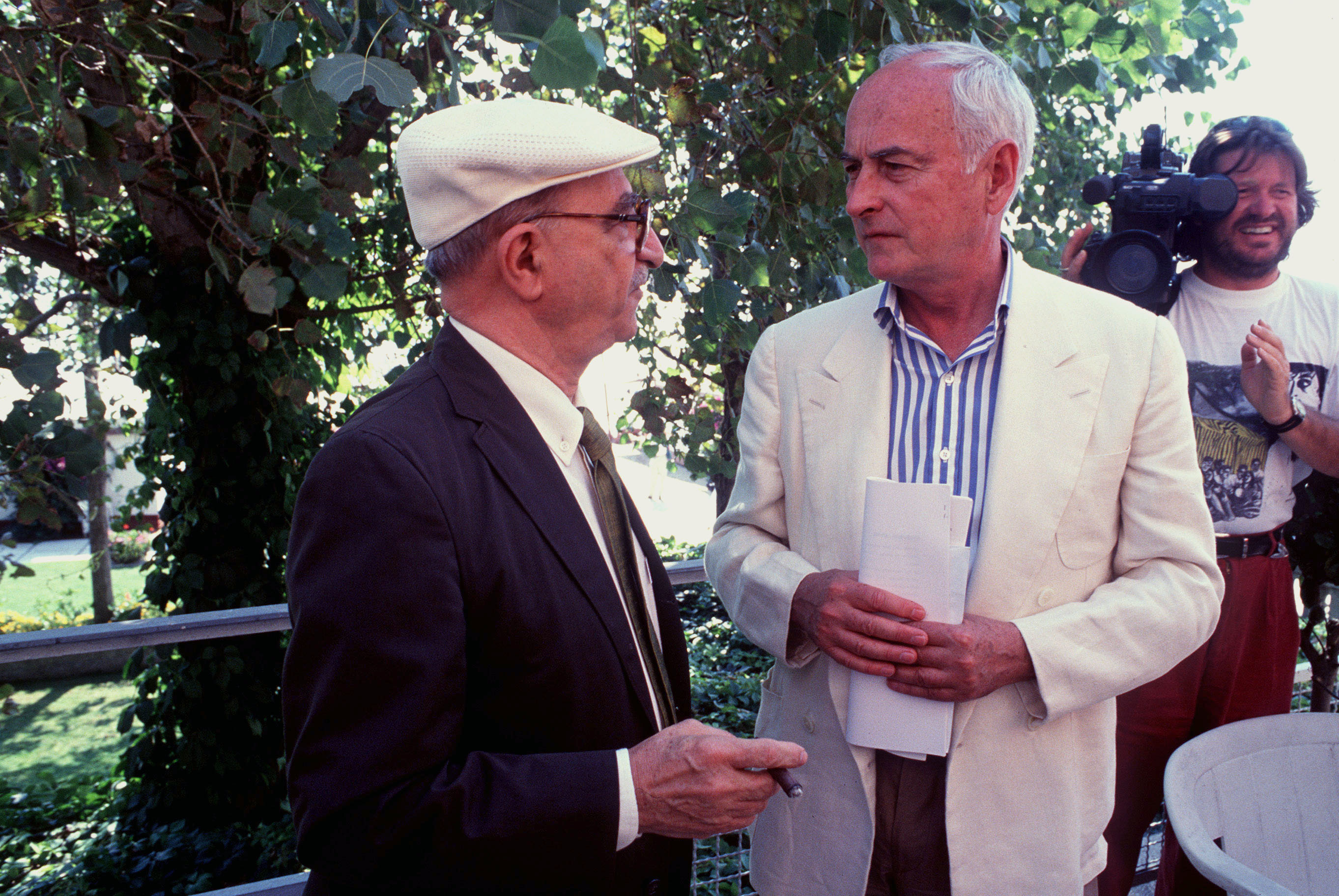
Lattuada (izq.) con James Ivory en el Festival Internacional de Cine de Venecia de 1991.

En los años 1960, llevó al cine varias piezas literarias de Guido Piovene (Lettere di una novizia), de Nicolás Maquiavelo (La mandrágora)  y de Vitaliano Brancati (Don Juan en Sicilia). En 1962, rodó Mafioso, con guion de Rafael Azcona y con la cual ganó la Concha de Oro en el Festival Internacional de Cine de San Sebastián. Luego rodó la sátira Venga a prendere il caffè... da noi a partir de la novela La spartizione de Piero Chiara.
En 1970 hizo una segunda experiencia como director lírico presentando La vestale de Gaspare Spontini. Hizo dos películas con temática social Bianco, rosso e... y Sono stato io!, y también rodó Cuore di cane, basada en Corazón de perro de Mijaíl Bulgákov.
Finalmente siguió la temática del erotismo con Le farò da padre, Oh, Serafina!, Cosi' come sei, y dos filmes que fracasaron: La cicala (1980), por la que Virna Lisi ganó un Premio David di Donatello, y Una spina nel cuore. En 1985 grabó una teleserie sobre Cristóbal Colón con un extenso reparto, encabezado por Gabriel Byrne y Faye Dunaway.
Lattuada murió a los 91 años de enfermedad de Alzheimer.

## Filmografía

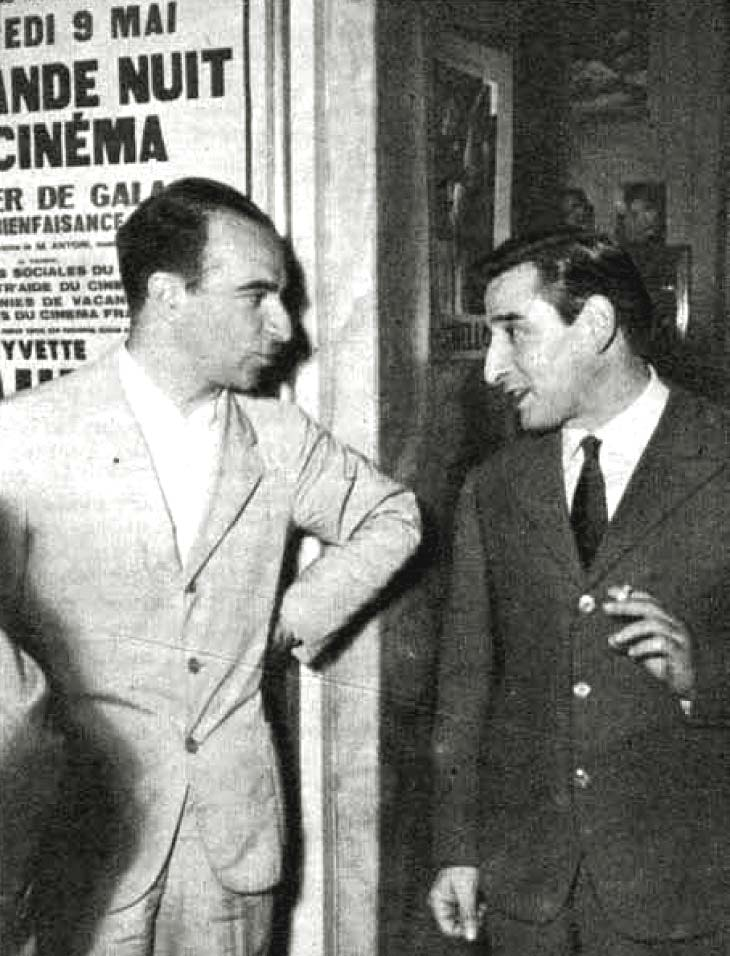
Alberto Lattuada (izq.) y Renato Rascel en el Festival de Cannes de 1952.

- 12 directores para 12 ciudades (1989, documental)
- Una spina nel cuore (1986)
- Nudo di donna (1981, sustituido por Nino Manfredi)
- La cicala (1980)
- Cosi' come sei (1978)
- Oh, Serafina! (1976)
- Cuore di cane (1976)
- Le farò da padre (1974)
- Sono stato io (1973)
- Bianco, rosso e... (1972)
- Venga a prendere il caffè... da noi (1970)
- L'amica (1969)
- Fräulein Doktor (1968)
- Don Juan en Sicilia (1967)
- Matchless (1966)
- La mandrágora (1965)
- La steppa (1962)
- Mafioso (1962)
- L'imprevisto (1961)
- Lettere di una novizia (1960)
- I dolci inganni (1960)
- La tempesta (1958)
- Guendalina (1957)
- Scuola elementare (1955)
- La spiaggia (1954)
- L'amore in città (1953, segmento «Gli italiani si voltano»)
- La lupa (1953)
- Il cappotto (1952)
- Anna (1951)
- Luces de variedades (1950)
- Il mulino del Po (1949)
- Senza pietà (1948)
- El delito de Giovanni Episcopo (Il delitto di Giovanni Episcopo) (1947)
- Il bandito (1946)
- La nostra guerra (1945, documental)
- La freccia nel fianco (1943, terminada por Mario Costa en 1944)
- Giacomo l'idealista (1942)

## Premios y distinciones
Festival Internacional de Cine de San Sebastián
| Año  | Categoría                            | Película             | Resultado |
| ---- | ------------------------------------ | -------------------- | --------- |
| 1961 | Concha de Plata a la mejor dirección | L'imprevisto         | Ganador   |
| 1963 | Concha de Oro a la mejor película    | El poder de la mafia | Ganador   |

Festival Internacional de Cine de Venecia
| Año  | Categoría | Película                       | Resultado |
| ---- | --------- | ------------------------------ | --------- |
| 1947 | Copa ENIC | El delito de Giovanni Episcopo | Ganador   |